# Dag Bryn
Dag Ramsøy Bryn (* 17. März 1909 in Christiania; † 11. April 1991 in Tvedestrand) war ein norwegischer Psychologe, Politiker (Arbeiderpartiet) und Diplomat.

## Leben
Bryn, dessen Vater die Seemannsschule in Bergen leitete, wuchs in Christiania (dem heutigen Oslo) und Bergen auf. Nach seinem Abitur im Jahr 1927 begann er ein Studium der Psychologie, das er 1932 abschloss. Im selben Jahr arbeitete er einen Studienplan für das akademische Fach Psychologie aus, 1934 folgte die Publikation seines Buches Tidens psykologi i grunndrag (Die aktuelle Psychologie in ihren Grundzügen), bei dem es sich um die Übersetzung und Bearbeitung eines Werkes von William McDougall handelte. Von 1935 bis 1941 arbeitete er als Berufsberater im Arbeitsamt Oslo. Anschließend leistete er Dienst bei den norwegischen Streitkräften in Großbritannien.
Nach dem Krieg wurde er zunächst persönlicher Sekretär des norwegischen Verteidigungsministers Jens Christian Hauge, 1947 erfolgte seine Ernennung zum Staatssekretär. Wie Hauge drang Bryn darauf, die norwegische Neutralitätspolitik aufzugeben; er empfahl eine Teilnahme seines Landes an der NATO. Von 1950 an wirkte er als Stellvertreter des norwegischen Außenministers im Nordatlantikrat. Ab 1952 war Bryn der erste norwegische Gesandte in Bonn. Hier befürwortete er eine Vollmitgliedschaft der Bundesrepublik Deutschland in der NATO auch gegen französische Vorbehalte.
Nachdem Bryn 1954 zum Staatssekretär im Osloer Außenministerium bestellt worden war, setzte er sich weiter für eine starke westliche Orientierung und Integration seines Landes ein. Er trat unter anderem für die Stationierung von US-amerikanischen Atomwaffen in Norwegen ein. Im Januar 1958 wurde er zum Botschafter Norwegens in Jugoslawien ernannt, einem Land, das aufgrund seiner Kritik an der Politik der Sowjetunion international im Fokus stand. 1963 verließ er Belgrad, um nach Bern zu wechseln, wo er der Botschaft seines Landes für zwei Jahre vorstand. Nach einer dreijährigen Periode als Beamter im Außenministerium (1965–1968) war er bis 1971 Botschafter in Marokko.

## Auszeichnungen
- 1955: Großkreuz des Verdienstordens der Bundesrepublik Deutschland
- 1959: Kommandeur des Sankt-Olav-Ordens